# يوسف الزعابي
يوسف عبد الله محمد الزعابي، من مواليد 1986 ، حارس مرمى إماراتي. اختار المدرب السلوفيني ستريشكو كاتانيتش حارس مرمى النادي الأهلي يوسف عبد الله للانضمام إلى قائمة المنتخب الأول استعداداً لمباراتي الكويت ولبنان ضمن الدور الثالث لتصفيات المؤهلة لنهائيات كأس العالم لكرة القدم 2014، وذلك بديلا عن الحارس علي خصيف الذي تعرض إلى إصابة ستبعده لفترة طويلة عن الملاعب.  
لعب سابقاً لأندية اتحاد كلباء والأهلي و عجمان والنصر و الوصل،  وهو الأن المدرب الوطني لحراس منتخبي الشباب والناشئين.  
اعلن اعتزالة في 2021.  

## روابط خارجية
- يوسف الزعابي على موقع Soccerway.com (الإنجليزية)